# ۱۰۱۹ (خورشیدی)
۱۰۱۹ هزار و نوزدهمین سال هجری خورشیدی است.